# Antonio Kamenjašević
Antonio Kamenjašević (ur. 29 stycznia 1997 w Zagrzebiu) – chorwacki zapaśnik walczący w stylu klasycznym. Zajął dziewiętnaste miejsce na mistrzostwach świata w 2021 roku. 
Brązowy medalista mistrzostw Europy w 2021; piąty w 2022 i 2024. Trzeci na igrzyskach śródziemnomorskich w 2022. Drugi na ME U-23 w 2016 i 2017. Wicemistrz świata kadetów w 2014 roku.